# Zoey Stark
Theresa Serrano (ur. 27 stycznia 1994) – amerykańska, profesjonalna wrestlerka. Obecnie związana jest kontraktem z federacją WWE, gdzie jest przypisana do brandu NXT i występuje tam pod pseudonimem ringowym Zoey Stark.

## Kariera wrestlerki

### Praca na niezależnym torze (2013–2020)
Swój debiutancki pojedynek stoczyła 8 czerwca 2013, w ramach promocji Vendetta Pro Wrestling, przegrywając z Hudson Envy. 16 listopada 2013 przyjęła pseudonim Lacey Ryan i wygrała starcie z Larrym Butabim. W połowie października Ryan zdobyła UCW-Zero Ultra-X Championship, które trzymała do 25 stycznia 2014. 22 marca wraz z Tommym Purrem ponieśli porażkę, w walce przeciwko Jaysonowi Bravo i Sierrze Rose. To była jej ostateczna walka przed czteroletnią przerwą od uprawiania wrestlingu. 
Powróciła 16 sierpnia 2018, mierząc się z Thunder Rosą. Mecz ten jednak zakończył się brakiem rezultatu. 23 maja 2019 pod pseudonimem Serrano zwyciężyła Alex Gracię. 29 września tego samego roku wygrała FSW Women's Championship z rąk Tayi Valkyrie. Serrano utraciła tytuł mistrzowski na rzecz Mazzerati, pod koniec listopada 2020.

### WWE (2021–obecnie)

#### Sojusz z Io Shirai i NXT Women’s Tag Team Champion (2021–obecnie)
20 stycznia 2021 poinformowano, że Serrano i kilka innych zapaśniczek podpisało kontrakt z WWE. 29 stycznia zadebiutowała podczas odcinka 205 Live, pod nowym pseudonimem Zoey Stark, startując w żeńskim turnieju Dusty Rhodes Tag Team Classic, gdzie połączyła siły z Mariną Shafir, odpadając w pierwszej rundzie po przegranej z Ember Moon i Shotzi Blackheart. Podczas swojego pierwszego występu na NXT 17 lutego Stark odniosła zwycięstwo nad Valentiną Feroz.
29 czerwca na NXT zawarła sojusz z Io Shirai, pokonując Dakotę Kai i Raquel González oraz Ember Moon i Shotzi Blackheart, dzięki czemu zyskały miano pretendenckie do NXT Women’s Tag Team Championship, wówczas utrzymywanego przez reprezentantki grupy The Way, czyli Candice LeRae i Indi Hartwell. Podczas gali NXT The Great American Bash (2021) Shirai i Stark odebrały tytuły The Way, kończąc ich panowanie po 63 dniach.

## Mistrzostwa i osiągnięcia
- Future Stars Of Wrestling
  - FSW Women's Championship (1 raz)[12]
- Ultra Championship Wrestling-Zero
  - NWA UCW-Zero Ultra X Championship (2 razy)[13]
- WWE
  - NXT Women’s Tag Team Championship (1 raz) – z Io Shirai[14]